# Lou Groza Award
Lou Groza Award é um prêmio dado ao melhor kicker da temporada do futebol americano universitário dos Estados Unidos.

## Lista de Vencedores
- 2024 - Kenneth Almendares - Louisiana
- 2023 - Graham Nicholson - Miami
- 2022 - Christopher Dunn - NC State
- 2021 - Jake Moody - Michigan
- 2020 - Jose Borregales - Miami
- 2019 - Rodrigo Blankenship - Georgia
- 2018 - Andre Szmyt - Syracuse
- 2017 - Matt Gay - Utah
- 2016 - Zane Gonzalez - Arizona State
- 2015 - Ka'imi Fairbairn - UCLA
- 2014 - Brad Craddock - University of Maryland
- 2013 - Roberto Aguayo - Florida State University
- 2012 - Cairo Santos[2] - Tulane University
- 2011 - Randy Bullock – Texas A&M
- 2010 - Dan Bailey – Oklahoma State
- 2009 - Kai Forbath – UCLA
- 2008 - Graham Gano – Florida State University
- 2007 - Thomas Weber – Arizona State University
- 2006 - Arthur Carmody – University of Louisville
- 2005 - Alexis Serna – Oregon State University
- 2004 - Mike Nugent – The Ohio State University
- 2003 - Jonathan Nichols – University of Mississippi
- 2002 - Nate Kaeding – University of Iowa
- 2001 - Seth Marler – Tulane University
- 2000 - Jonathan Ruffin – University of Cincinnati
- 1999 - Sebastian Janikowski – Florida State University
- 1998 - Sebastian Janikowski - Florida State University
- 1997 - Martin Gramatica – Kansas State University
- 1996 - Marc Primanti – North Carolina State University
- 1995 - Michael Reeder – Texas Christian University
- 1994 - Steve McLaughlin – University of Arizona
- 1993 - Judd Davis – University of Florida
- 1992 - Joe Allison – Memphis State University

## Trófeus por Universidade
| Faculdade                | Vencedores |
| ------------------------ | ---------- |
| Florida State            | 4          |
| Tulane                   | 2          |
| Arizona State            | 2          |
| Arizona                  | 1          |
| Cincinnati               | 1          |
| Florida                  | 1          |
| Iowa                     | 1          |
| Kansas State             | 1          |
| Louisville               | 1          |
| Universidade de Maryland | 1          |
| Memphis                  | 1          |
| North Carolina State     | 1          |
| Ohio State               | 1          |
| Oklahoma State           | 1          |
| Ole Miss                 | 1          |
| Oregon State             | 1          |
| TCU                      | 1          |
| Texas A&M                | 1          |
| UCLA                     | 1          |
| UM                       | 1          |

## Ligações externos
- Website oficial